# Санта-гертруда
Санта-гертруда (англ. Santa Gertrudis cattle) — порода великої рогатої худоби м'ясного напряму. Виведена у США на фермі Санта-Гертрудіс ранчо «Кінг» штату Техас схрещуванням корів шортгорнської породи з бугаями зебу. Зареєстрована Міністерством сільського господарства США у 1940 році.
В Україну, в Асканію-Нову, і в інші частини колишнього СРСР тварин породи Санта-гертруда було завезено у 1955–1956 роках для розведення і схрещування з окремими вітчизняними породами худоби.

## Опис
Тварини породи санта-гертруда добре пристосовані до пасовищного утримання, мають міцну будову тіла, відмінні м'ясні форми, у них великі складки на шиї, великий підгрудок. Масть вишнево-червона, іноді з світлими плямами на нижній частині тулуба. Жива маса бугаїв сягає 800–1180 кг, корів — 560–620 кг. Молодняк у 18 місяців досягає живої маси 400–500 кг. Забійний вихід становить 63-70%. Тварини середньосстиглі, витривалі, пристосовані до сухого континентального клімату, добре витримують спеку й холод.